# Folgemeristem
Man spricht von einem Folgemeristem oder sekundären Meristem, wenn pflanzliche Zellen, die bereits ausdifferenziert waren, ihre Teilungsfähigkeit wieder aufnehmen und so wieder zu einem Meristem werden. 
Beispiele sind etwa Korkkambien oder Spaltöffnungsinitialen.